# Campeonato Mundial de Piragüismo en Eslalon de 2010
El  XXXIII Campeonato Mundial de Piragüismo en Eslalon se celebró en Liubliana (Eslovenia) entre el 7 y el 12 de septiembre de 2010 bajo la organización de la Federación Internacional de Piragüismo (ICF) y la Federación Eslovena de Piragüismo.
Las competiciones se realizaron en el canal de piragüismo en eslalon acondicionado en el río Sava, en el barrio de Tacen de la capital eslovena.

## Medallistas

### Masculino
| Evento                 | Oro | Plata | Bronce |
| ---------------------- | --- | --- | --- |
| K1 individual (12.09)  | Daniele Molmenti · Italia · 91,00 pts.                                                                         | Vavřinec Hradilek · República Checa · 93,56 pts.                                                                      | Jure Meglič Eslovenia 93,74 pts.                                                                              |
| C1 individual (12.09)  | Tony Estanguet Francia 95,70                                                                                   | Michal Martikán · Eslovaquia · 98,61                                                                                  | Jordi Domenjó · España · 99,41                                                                                |
| C2 individual (11.09)  | Pavol Hochschorner · Peter Hochschorner · Eslovaquia · 105,35                                                  | Denis Gargaud-Chanut Fabien Lefèvre Francia 109,00                                                                    | David Florence Richard Hounslow Reino Unido 109,36                                                            |
| K1 por equipos (12.09) | Alexander Grimm · Fabian Dörfler · Hannes Aigner · Alemania · 101,80                                           | Pierre Bourliaud Boris Neveu Fabien Lefèvre Francia 102,92                                                            | Daniele Molmenti · Diego Paolini · Stefano Cipressi · Italia · 103,55                                         |
| C1 por equipos (12.09) | Michal Martikán · Alexander Slafkovský · Matej Beňuš · Eslovaquia · 105,34                                     | Sideris Tasiadis · Jan Benzien · Franz Anton · Alemania · 106,71                                                      | Stanislav Ježek · Jan Mašek · Michal Jáně · República Checa · 110,67                                          |
| C2 por equipos (11.09) | Francia Denis Gargaud-Chanut / Fabien Lefèvre Gauthier Klauss / Matthieu Péché Pierre Picco / Hugo Biso 124,90 | República Checa · Jaroslav Volf / Ondřej Štěpánek · Tomáš Koplík / Jakub Vrzáň · Lukáš Přinda / Jan Havlíček · 125,70 | Alemania · Kai Müller / Kevin Müller · Robert Behling / Thomas Becker · David Schröder / Frank Henze · 126,78 |

### Femenino
| Evento                 | Oro                                                                                | Plata                                                                       | Bronce                                                 |
| ---------------------- | ---------------------------------------------------------------------------------- | --------------------------------------------------------------------------- | ------------------------------------------------------ |
| K1 individual (11.09)  | Corinna Kuhnle · Austria · 102,64 pts.                                             | Jana Dukátová · Eslovaquia · 107,73 pts.                                    | Violetta Oblinger-Peters · Austria · 110,06 pts.       |
| K1 por equipos (11.09) | Štěpánka Hilgertová · Irena Pavelková · Marie Řihošková · República Checa · 126,23 | Jennifer Bongardt · Jasmin Schornberg · Melanie Pfeifer · Alemania · 131,42 | Eva Terčelj Nina Mozetič Urša Kragelj Eslovenia 136,11 |
| C1 individual (12.09)  | Jana Dukátová · Eslovaquia · 125,71 pts.                                           | Leanne Guinea Australia 131,90 pts.                                         | Jessica Fox Australia 134,18 pts.                      |

## Medallero
| Núm. | País            | Oro | Plata | Bronce | Total |
| ---- | --------------- | --- | ----- | ------ | ----- |
| 1    | Eslovaquia      | 3   | 2     | 0      | 5     |
| 2    | Francia         | 2   | 2     | 0      | 4     |
| 3    | Alemania        | 1   | 2     | 1      | 4     |
| 3    | República Checa | 1   | 2     | 1      | 4     |
| 5    | Austria         | 1   | 0     | 1      | 2     |
| 5    | Italia          | 1   | 0     | 1      | 2     |
| 7    | Australia       | 0   | 1     | 1      | 2     |
| 8    | Eslovenia       | 0   | 0     | 2      | 2     |
| 9    | España          | 0   | 0     | 1      | 1     |
| 9    | Reino Unido     | 0   | 0     | 1      | 1     |
|      | TOTAL           | 9   | 9     | 9      | 27    |